# Сонома (город)
Соно́ма — город в долине Сонома, округе Сонома, Калифорния, США. Город Сонома расположен вокруг исторической городской площади — плаза, наследием городской культуры колониального прошлого Мексики. Сонома — это центр винодельческой промышленности штата, виноградники долины Сонома являются одним из географических регионов марочного виноделия США, в рамках федерального бюро алкогольной и табачной промышленности находятся в ведении Министерства финансов. Город на постоянной основе принимает международный кинофестиваль Сонома. По переписи 2010 года население города составляет 10 648 человек, с пригородами — 32 678 человек.

## История

### Происхождение
Территория города Сономы была населенной до появления здесь европейцев. Недалеко от северо-восточного края его территории простирались земли, которые считали своими прибрежные Мивоки, северо-западную часть территории современного города — люди Помо, северо-восточную — Ваппо, восточную — суисуны и патвины.

#### Эпоха Миссий
Миссия Сан-Франциско Солано была предтечей населения Сономы. Основанная в 1823 году отцом Хосе Альтимира из Ордена Францисканцев, миссия была двадцать первой по счету, последней и самой северной миссией Верхней Калифорнии. Это была единственная миссия, построенная в Верхней Калифорнии после того, как Мексика стала независимой от Испанской империи. В 1833 году Конгресс Мексики принял решение закрыть все миссии Верхней Калифорнии. Испанских миссионеров сменили приходские священники. Глава компании национального форта Сан-Франциско (Compania de Presidio Nacional de San Francisco), лейтенант Мариано Гудалупе Валлехо был назначен управляющим (comisionado) ликвидации миссии Сан-Франциско Солано. Назначение лейтенанта Валлехо губернатором Хосе Фигейро управляющим ликвидацией миссии по акту о секуляризации 1833 году было частью масштабного плана.

#### Период войн и ранчо
Губернатор Фигейро получил инструкции от национального правительства учредить надежное присутствие в регионе к северу от Залива Сан-Франциско для защиты региона от посягательств иностранцев. Особое беспокойство вызывало продвижение далее на восток Российско-Американской Компании из поселений в Форте-Росс и бухты Бодега на калифорнийском побережье.
Следующим шагом Фигейро по выполнению инструкций было назначение лейтенанта Валлехо Главнокомандующим Северной границы, и передислокация солдат, вооружения и припасов из Форта Сан-Франциско на место недавно секуляризированной миссии Сан-Франциско Солано. Для размещения солдат были построены казармы Сонома. До того, как здание было достроено, солдаты квартировались в помещениях старой миссии. В 1834 году, Джордж С. Янт, первый англоязычный постоянный поселенец в долине Напа, был нанят в качестве плотника генералом Валлехо.
Губернатор даровал лейтенанту Валлехо земли (приблизительно 178км²) ранчо Петалума непосредственно к западу от Сономы. Валлехо также был назначен Директором Колонизации, что давало ему право самостоятельно даровать «пустующие» земельные участки колонистам (губернатор утверждал эти дарения) и выпуск законов Верхней Калифорнии, diputación.
Валлехо также получил от губернатора Фигейро инструкции основать форт на месте старой миссии. В 1835 году, совместно с Уильямом А. Ричардсоном, он разместил, в соответствии с испанскими законами Индий, улицы, земельные участки, центральную площадь — плаза, и широкий главный бульвар нового Форта Сономы.
Хотя Сонома была основана как форт в 1835 году, она оставалась под военным управлением, потому что не было политических структур для муниципального самоуправления таких, как в других фортах Верхней Калифорнии. В 1843 году, лейтенант полковник Валлехо отправил губернатору рекомендации об учреждении в Сономе гражданского правительства. Городской совет (ayuntamiento) был основан в 1844 году и Якоб Лисе был назначен главным алькальдом, а Кайтано Хуарес — вторым алькальдом.

### Революция медвежьего флага
Перед рассветом в воскресенье, 14 июня 1846 года, тридцать три американца, участвовавшие в восстании против правительства Верхней Калифорнии, появились в Сономе. Некоторые из группы следовали из лагеря бригадного капитана Джона Фримонта который вошел в Калифорнию в конце 1845 года с исследовательской и картографической экспедицией. Другие присоединились по дороге. Поскольку число иммигрантов, появляющихся в Калифорнии, нарастало, правительство Мексики запретило им покупать или арендовать земельные участки и угрожало им высылкой поскольку они приехали без официального разрешения. Мексиканские чиновники готовились к надвигающейся войне с Соединенными Штатами по причине резкого роста американской иммиграции в Калифорнию.
Группа американских повстанцев выдвинулась из лагеря Фримонта 10 июня и захватила табун из 170 лошадей, находившихся в собственности правительства Мексики, который калифорнийские солдаты перегоняли из Сан-Рафаэля и Сономы команданте Верхней Калифорнии генералу Хосе Кастро в Санта Кларе. Затем боевики приняли решение захватить оружие и припасы, хранившиеся в казармах Сономы и взять Соному у калифорнийцев как стратегический центр Норт-Бей.
Не встречая сопротивления, они подошли к дому команданте Валлехо и постучали в дверь. Через несколько минут Валлехо, одетый в форму мексиканской армии, открыл дверь. Валлехо пригласил лидеров пиратов в дом, чтобы обсудить условия. Однако, когда соглашение было представлено оставшимся снаружи, те отказались одобрить его. Вышедших мексиканских офицеров взяли в заложники. Уильям Б. Иде произнес пламенную речь, призывая повстанцев остаться в Сономе и основать новую республику. Ссылаясь на кражу лошадей, Иде закончил свою речь словами «Этот день решит, кем вы станете! Мы станем ворами, или мы должны стать завоевателями!». В это же время Валлехо и трое его помощников были посажены на лошадей и отправлены Фримонту под конвоем из 8-9 боевиков которые не пожелали создать новую республику в этих обстоятельствах.
Казармы Сонома стали штаб-квартирой для оставшихся двадцати четырёх повстанцев, которые за несколько дней создали флаг с медведем. После подъёма флага калифорнийцы прозвали боевиков Los Osos (медведи) и из-за флага, и в насмешку над их грязным видом. Повстанцы подхватили это наименование, и их восстание стало известно как восстание флага с медведем.
Между медведями и калифорнийцами были отдельные стычки, но не было серьёзных столкновений. Получив донесения о том, что мексиканский генерал Хосе Кастро готовится к наступлению, Фримонт оставил свой лагерь форт Саттера и убыл в Соному 23 июня. С ним были девятнадцать человек — его собственный отряд плюс несколько охотников и поселенцев.
5 июля Фримонт созвал народное собрание и предложил Медведям объединиться с его отрядом и сформировать единую армейскую группировку. Он сказал, что примет командование, если они будут послушны, будут и дальше служить с честью, и не будут покушаться на целомудрие женщин. Соглашение Калифорнийского батальона было подписано каждым из волонтеров лично. На следующий день Фримонт, оставив пятьдесят человек Отряда B в казармах для защиты Сономы, отбыл с остальным батальонов в Форт Саттера. С собой они прихватили две из захваченных полевых пушки, мушкеты, провиант, попоны, лошадей и скот.
Война против Мексики уже была объявлена Конгрессом Соединенных Штатов 13 мая 1846 года. Но из за сложностей в трансконтинентальных коммуникациях никто на западном побережье не знал этого наверняка. Коммодор Джон Д. Слоат, возглавляя тихоокеанскую эскадру Флота США, узнал о том, что Фримонт поддержал выступление Медведей в Сономе. В конце концов Слоат 6 июля принял решение о необходимости действовать, «меняя обвинят и если буду действовать слишком мало, и если слишком много — так что я предпочитаю последнее». Утром 7 июля Флот США захватил Монтеррей (Калифорния), и поднял там флаг Соединенных Штатов. Прокламация Слоата была прочитана и опубликована на английском и испанском: «…отныне Калифорния будет частью Соединенных Штатов».
Революция Медвежьего флага и все остатки «Калифорнийской республики» перестали существовать 9 июля, когда лейтенант флота США Джозеф Ревере поднял флаг США перед казармами Сономы и отправил второй флаг, чтобы его подняли в форте Саттерса.

### Ранний американский период
До 26 мая 1848 года, когда Мексика и Соединенные Штаты ратифицировали Договор Гуадалупе-Идальго, Верхняя Калифорния официально была оккупированной войсками территорией противника. До учреждения гражданской администрации военная приняла решение сохранить мексиканскую административную и правовую систему районных префектов и муниципальных алькальдов. И это сохранилось даже после того, как Калифорния стала частью Соединенных Штатов. Конгресс так и не учредил в Калифорнии такие же структуры, как на Территориях США. Калифорния осталась военным округом, так что старые мексиканские законы, подкрепленные распоряжениями военных губернаторов, в основном сохранились. В конце концов Калифорния получила статус штата 9 сентября 1850 года, в рамках Компромисса 1850 года, сфокусированного в основном на вопросах рабства.

#### Статус штата и перенос центра округа в другой город
Калифорния выбрала гражданское правительство (хотя по военному образцу), чтобы организовать штат до того, как он был официально сформирован Конгрессом США в 1850 году Сонома была утверждена центром округа Сонома. К этому времени приток шахтеров снизился и армия США покинула Соному. Бизнес в Сономе впал в рецессию в 1851 году. Окружающие города, такие как Петалума и Санта-Роза развивались и росли быстрее, чем Сонома. В 1854 году были проведены выборы, которые переместили центр округа и связанные с ним экономические процессы в Санта-Розу.

## Дополнительно к истории

### Плаза
Форт Сономы рос по стандартам мексиканского города, с центром вокруг крупнейшей плаза в Калифорнии, 32 000 м2 по площади. Плаза окружена многими историческими зданиями, включая Миссию Сан-Франциско Солано, Каза Гранде капитана Сальвадора Валлехо, Форт Сономы, Гостиница Синее крыло, Театр Себастеани, и отель Тоскано. В центре плаза — построенная в начале XX в. городская ратуша Сономы, по прежнему исполняющая свою функцию, она спроектирована и построена с четырьмя совершенно идентичными фасадами на все стороны света в основном чтобы не обидеть компании каждой из сторон плаза. Плаза наделена статусом Национальный исторический памятник США и по сей день служит городским центром притяжения, здесь проходят многие общественные фестивали и туристические слеты в любой сезон. В районе плаза приблизительно 30 ресторанов, в том числе итальянские, мексиканские, ирландские, португальские, баскские, средиземноморские, гималайские и французские. Она служит центром притяжения туристов. Здесь также расположен фермерский рынок, работающий каждый вторник по вечерам, с апреля по октябрь. В 2015 году город получил статус сообщества американского наследия.

### XX век
Военно-морской флот управлял госпиталем в гостинице Миссия в течение Второй мировой войны.

### Виноделие
Сонома это признанная родина виноделия Калифорнии, ведя свою историю от виноградников Миссии Сан-Франциско Солано, и модернизированными Агостоном Харажием, отцом калифорнийского Виноделия известного благодаря сортовой лозе Зинфандель. Ретро фестиваль «Лунная Долина» в долине Сонома стартует каждый сентябрь, это самый старый праздник, отмечающий наследие калифорнийского виноделия.
Многие жители Сономы это третье и четвёртое поколение итало-американцев, португало-американцев, испано-американцев и франко-американцев, потомков тех иммигрантов, которые приехали в эти районы именно ради виноделия.